# 43M Lehel
A 43M Lehel a Magyar Királyi Honvédség szolgálatában álló sebesült- és csapatszállító harcjármű volt a második világháború alatt.

## Lehel S (sebesültszállító változat)
A magyar harckocsizó alakulatok harctéri tapasztalatai szerint a kilőtt harckocsik személyzetének mentése csak páncélozott járművekkel lehetséges, amelyek elszállítják a peremvonalból a sebesülteket. A Haditechnikai Intézet mérnökei ezért 1943 májusában kezdtek kifejleszteni egy, a 40M Nimród légvédelmi gépágyú alvázára szerelt szállítójárművet. A tornyot leszerelték, és a helyére egy, a sebesültek és az egészségügyi személyzet számára kialakított, páncéllemezekkel körülvett, megmagasított oldalfalú szállítóteret hoztak létre. A jármű négy fekvő sebesült+négy további személy (könnyebb sebesült, ápolószemélyzet) szállítására volt alkalmas. 
Mivel a Lehel nem került sorozatgyártásra az ipari kapacitások leterheltsége miatt 9 db Toldi A20 harckocsit alakítottak át egészségügyi járművé. Ezeken a megnagyobbított búvónyíláson keresztül a sebesülteket el lehessen helyezni a lőszerkészlet csökkentésével felszabadult helyen.

## Lehel Á (árkászszállító változat)
A Lehelt alkalmassá tették a harckocsi osztályok árkász szakaszainak szállítására is. Egy járműre nyolc katona fért fel. Fegyverzete egy golyószóró volt, melyet a homlokpáncélra helyeztek el. A felszerelést a páncélzat külső oldalára rögzítették. A jármű önvédelemre egy 31M. golyószórót kapott volna.
A Lehel Á és S között nem volt számottevő különbség, átszerelésüket egyik típusból a másikba 10 perc alatt végre lehetett hajtani.

## További sorsa
A prototípust 1943 nyarán mutatták be, korszerű és hatékony jármű volt a próbákon. A Haditechnikai Intézet a jármű rendszeresítését javasolta, de a vezérkar inkább a Nimród gépágyúk előállítását szorgalmazta, így a Lehel sorozatgyártására nem került sor ipari kapacitások hiányában.